# Oxydase
 (octobre 2015).
Si vous disposez d'ouvrages ou d'articles de référence ou si vous connaissez des sites web de qualité traitant du thème abordé ici, merci de compléter l'article en donnant les références utiles à sa vérifiabilité et en les liant à la section « Notes et références ».
Une oxydase est une enzyme catalysant une réaction d'oxydoréduction impliquant une molécule de dioxygène (O2) comme accepteur d'électron. Dans ces réactions, l'oxygène est réduit en eau (H2O) ou en peroxyde d'hydrogène (H2O2).
Les oxydases sont une sous-classe des oxydoréductases.

## En bactériologie
Le terme d'oxydase désigne une enzyme recherchée en microbiologie systématique. On dit qu'une bactérie est oxydase + si un fragment de culture est capable d'oxyder la forme réduite de dérivés N-méthylés du paraphénylènediamine en semi-quinone (rose violacé).
La présence d'oxydase serait liée à celle dans la chaîne respiratoire du complexe enzymatique IV : cytochrome-oxydase. Certains bactériologistes préfèrent parler de cytochrome-oxydase plutôt que d'oxydase.
Exemples de bactéries cytochrome-oxydase + :
- Vibrio ;
- Pseudomonas ;
- Neisseria ;
- Brucella.

Exemples de bactéries cytochrome-oxydase - :
- la plupart des entérobactéries ;
- Acinetobacter.

La recherche d'oxydase est un test fondamental pour orienter l'identification des bacilles Gram-. Le chlorhydrate ou le N-diméthyl paraphénylène diamine (PDA) est utilisé comme réactif, généralement imprégné sur des disques (disques oxydases).
Un de ces disques est placé sur une lame et une colonie y est déposée avec une pipette Pasteur. S'il apparaît une tache violette avant 30 secondes la bactérie est oxydase+, elle possède l'enzyme respiratoire (cytochrome oxydase) ; si rien n'apparaît la bactérie est oxydase-, elle ne possède pas l'enzyme.
Ce test se réalise aussi en boîte de Petri. Dans une de ces boîtes, un disque oxydase est déposé sur un papier filtre (de type whatman par exemple). Une goutte d'eau est ajoutée sur le disque et il faut attendre que l'eau ait diffusé jusque sur le papier filtre. Une colonie, prélevée avec une anse (öse ou oese) stérile, est déposée sous forme d'un trait sur ce front de diffusion
Si une coloration bleu-mauve apparaît, le test est positif.
NB. L'anse d'inoculation doit être en plastique, les fils de platine créant de faux positifs.

## Autres oxydases
- La lysyl oxydase est une enzyme contenant du cuivre et oxydant la lysine, lors du pontage entre le procollagène et la proélastine dans le tissu conjonctif.
- Glutathion oxydase
- La glucose oxydase (abrégée GOD), utilisée pour le dosage par méthode enzymatique du glucose.
- Laccase, qui est une polyphénol oxydase.
- La tyrosinase (ou catéchol oxydase ou monophénol monooxygénase) est une enzyme qui catalyse l'oxydation des phénols